# Camisia carrolli
Camisia carrolli är en kvalsterart som beskrevs av André 1980. Camisia carrolli ingår i släktet Camisia och familjen Camisiidae. Inga underarter finns listade.